# MPEG-4 ASP
MPEG-4 ASP je profil kompresního formátu videa MPEG-4 part 2, též nazývaného MPEG-4 visual. Běžně se s ním setkáváme v kontejnerech AVI a MP4, kde bývá kódován pomocí kódovacích programů (kodeků) jako např. DivX nebo Xvid.

## Některé vlastnosti
MPEG-4 ASP na rozdíl od MPEG-4 SP podporuje
- prokládání
- větší datový tok i rozlišení
- B-snímky

## Zaměňování pojmů
Výrobci přehrávačů i neznalí uživatelé často zaměňují formát videa a použitý software. Potom například říkají, že „video je v DivXu“ nebo že „přehrávač umí číst formát DivX i Xvid“. Ještě větší mystifikace se dopouštějí lidé neznalí problematiky kontejnerů a zapouzdření. V jejich očích pak „umí přehrávač přečíst jen některé AVI soubory“.
Skutečná situace je taková, že formáty jako AVI nebo MP4 specifikují jen obálku, která nese obrazový a zvukový obsah. Tento je zakódován ve formátu např. MPEG-4 ASP (obraz) a MPEG-2 Layer 3 (zvuk) programem, jako je DivX, Xvid, FFmpeg a další.

## Kompatibilita
Vzhledem k možnému obsahu B-snímků měly některé starší stolní přehrávače problémy s videi tohoto formátu.